# Huangyaguan
Huangyaguan ou la Passe de Huangya (chinois simplifié : 黄崖关 ; chinois traditionnel : 黃崖關 ; pinyin : Huángyáguān ; litt. « Passe de la Falaise Jaune ») est une petite section de la Grande Muraille située dans le nord du xian de Ji, sur la municipalité de Tianjin, à environ 126 km de la zone urbaine. Le site se trouve sur une crête de montagne escarpée et abrupte.

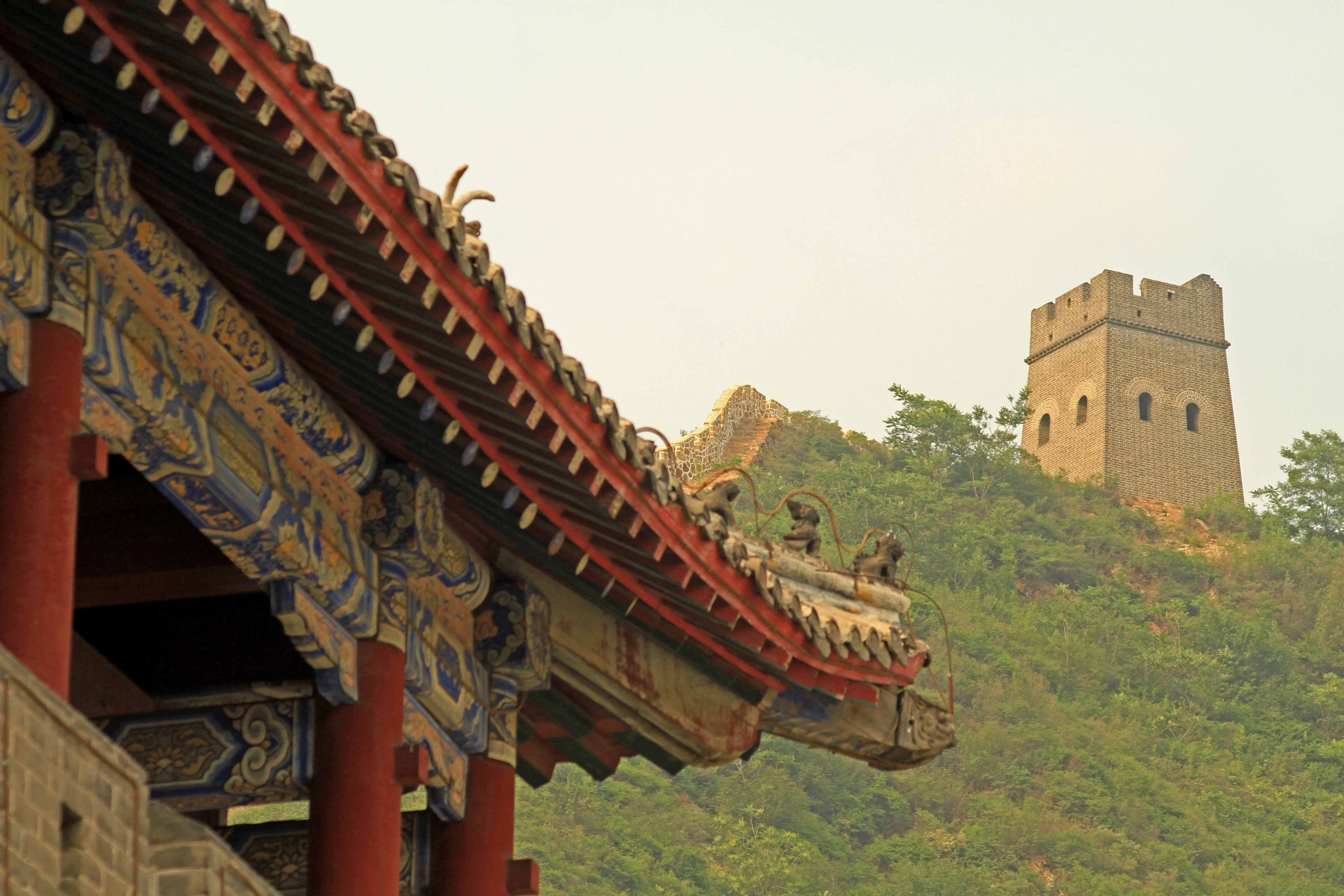
Huangyaguan.

Huangyaguan a été construite pour la première fois il y a environ 1 400 ans durant la dynastie Qi du Nord et renforcée par des murs en brique durant la dynastie Ming. En 1984, un travail important de réparation est effectué sur plus de 3 km incluant 20 châteaux d'eau et une passe aquatique. La passe est une des plus importantes attractions touristiques de Tianjin et est listée dans les sites antiques à protéger depuis 1986.